# Mauser T-Gewehr

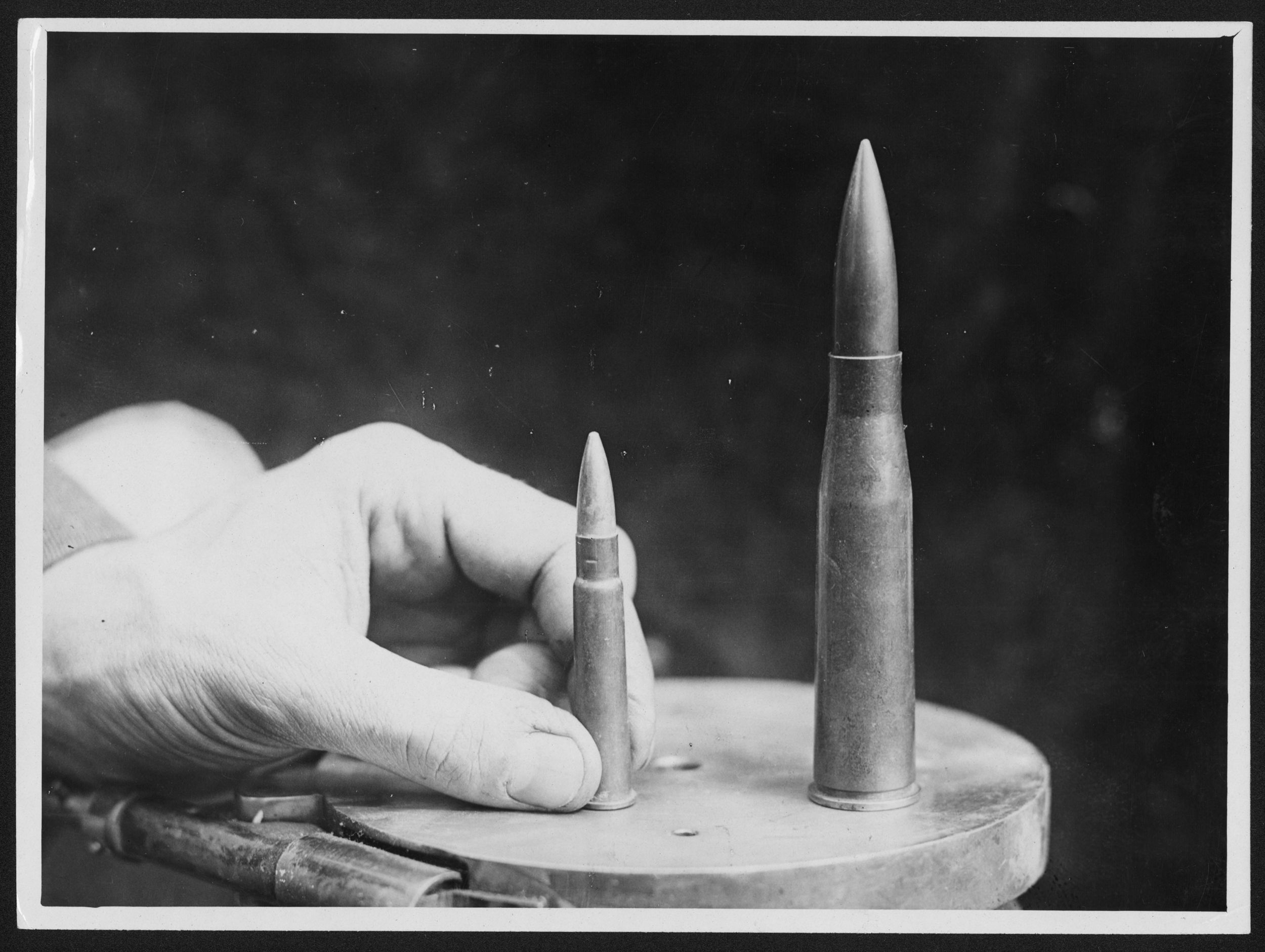
.303 и патрон 18,9 mm Tuf под Mauser T-Gewehr.

Mauser T-gewehr, Маузер Т-винтовка (Танковая винтовка М1918 — нем. Tankgewehr M1918) — первое в истории противотанковое ружьё, разработанное в Германии, в 1918 году. 
До конца Первой мировой войны применялось Германской армией на Западном фронте, а после войны какое-то время состояло на вооружении некоторых европейских государств.

## История
История специализированных винтовок крупного калибра началась давно. Предками подобного класса оружия можно считать точную и дальнобойную винтовку Уитворта калибра .451 Whitworth (11,5 мм), сыгравшую важную роль в Гражданской войне в США, а также тяжёлые крепостные ружья, использовавшиеся в XIX веке, например, Русскими войсками под Плевной во время Русско-турецкой войны 1877—1878 годов. В течение Первой мировой войны англичане применяли винтовки под сверхмощный охотничий патрон .600 Nitro Express для поражения целей за бронещитами из окопов.  
В разгар Первой мировой войны с появлением у англичан танков немецкое командование пришло к выводу, что срочно требуется мощное, дальнобойное, но при этом мобильное противотанковое оружие.
Фирма Маузер (Mauser) приняла решение сделать оружие как можно более лёгким, чтобы с ним мог управиться один человек, и как можно более простым в изготовлении и в эксплуатации. За основу конструкции первого в мире противотанкового ружья была взята пехотная винтовка фирмы Mauser образца 1898 года. Её увеличили в размерах и сделали однозарядной.

## Описание
Ружьё — нарезное однозарядное, перезарядка осуществляется при помощи продольно-скользящего затвора. Запирание затвора производится его поворотом, на четыре радиальных боевых упора. Ложа с пистолетной рукояткой изготовлены из дерева, в передней части ложи крепится двуногая сошка, взятая от пулемёта MG-08/15.
У данного ружья отсутствовали средства уменьшения отдачи, характерные для более поздних образцов — такие как развитый дульный тормоз или амортизирующий затыльник приклада. Это вкупе с высокой мощностью использовавшихся патронов вынуждало солдат расчёта (обычно два человека) меняться после нескольких выстрелов.
Значимость Mauser Tankgewehr 1918 невозможно переоценить — ведь это оружие фактически оказалось предтечей современных крупнокалиберных винтовок.

## ТТХ
Бронепробиваемость:
- на дальности 100 метров под углом 90° — 20 миллиметров брони;
- на дальности 300 метров под углом 90° — 15 миллиметров брони.